# Jodid vanaditý
Jodid vanaditý je černá pevná látka se vzorcem VI3. Je paramagnetický, vzniká reakcí vanadu s jodem za teplot nad 500 °C. Černá hygroskopická látka se rozpouští ve vodě a vznikají zelené roztoky obsahující vanadité ionty.
Je meziproduktem při čištění surového vanadu, kdy vanad reaguje s jodem v evakuované nádobě při teplotě 850 °C, vzniklý jodid vanaditý je pak veden na wolframové vlákno žhavené na 1000 °C, kde se rozkládá na čistý vanad a jód.
2 V + 3 I2 ⇌ 2 VI3
Zahříváním dochází k disproporcionaci na těkavý VI4 a netěkavý VI2.
2 VI3 → VI2 + VI4